# Kerstin Kündig
Kerstin Alexandra Kündig (født 2. juli 1993 i Zürich, Schweiz) er en kvindelig schweizisk håndboldspiller, der spiller for den tyske klub [[Thüringer HC]] og Schweiz' kvindehåndboldlandshold, som playmaker. Hun har tidligere spillet for danske Viborg HK.
Kündig fik for alvor hendes gennembrud i schweiziske LC Brühl Handball i 2014. Med Brühl vandt hun det schweiziske mesterskab i 2017 og 2019, Schweizer Cupsieger i 2016 og 2017 og SuperCupsieger i 2017 og 2019. Ved Swiss Handball Awards blev hun kåret som bedste schweiziske spiller i 2017 og 2020. Det resulterde blandt andet i et skifte til den tyske topklub Thüringer HC i sommeren 2020. Efter to sæsoner i det tyske skrev hun i april 2022, under på en to-årig kontrakt med den danske storklub Viborg HK.